# Emplectonema ophiocephala
Emplectonema ophiocephala är en djurart som tillhör fylumet slemmaskar, och som först beskrevs av Schmarda 1859.  Emplectonema ophiocephala ingår i släktet Emplectonema och familjen Emplectonematidae. Inga underarter finns listade i Catalogue of Life.